# Love + Fear
Love + Fear – czwarty album studyjny walijskiej piosenkarki Mariny Diamandis, znanej jako Marina (dawniej jako Marina and The Diamonds).
Wydany został w całości 26 kwietnia 2019 pod szyldem wytwórni Atlantis; pierwszą część, Love, zrealizowano jednak już 4 kwietnia 2019. Album ten jest pierwszym dziełem artystki opublikowanym jako MARINA. Diamandis udostępniła też akustyczną EP-kę, Love + Fear Acoustic, 13 września 2019.

## Krytyka
Love + Fear otrzymał głównie pozytywne recenzje od krytyków muzycznych. Na Metacriticu ocena albumu wynosi 62/100 bazując na ośmiu opiniach.

## Lista utworów
| Love + Fear – Love | Love + Fear – Love                            | Love + Fear – Love                                                                         | Love + Fear – Love                  | Love + Fear – Love |
| Nr                 | Tytuł utworu                                  | Słowa                                                                                      | Muzyka                              | Długość            |
| ------------------ | --------------------------------------------- | ------------------------------------------------------------------------------------------ | ----------------------------------- | ------------------ |
| 1.                 | „Handmade Heaven”                             | Marina Diamandis                                                                           | Joel Little                         | 3:30               |
| 2.                 | „Superstar”                                   | Diamandis, Benjamin Berger, Ryan McMahon, Ryan Rabin                                       | Sam de Jong, Captain Cuts           | 3:54               |
| 3.                 | „Orange Trees”                                | Diamandis, Kaj Hassle, Jakob Jerlstrom, Oscar Görres                                       | Görres                              | 3:08               |
| 4.                 | „Baby” (Clean Bandit oraz Marina, Luis Fonsi) | Jack Patterson, Camille Purcell, Jason Evigan, Diamandis, Matthew Knott, Luis Lopez-Cepero | Patterson, Grace Chatto, Mark Ralph | 3:42               |
| 5.                 | „Enjoy Your Life”                             | Diamandis, Jonnali Parmenius, Oscar Holter                                                 | Holter, Görres                      | 3:36               |
| 6.                 | „True”                                        | Diamandis, Parmenius, Holter, Görres                                                       | Görres                              | 3:29               |
| 7.                 | „To Be Human”                                 | Diamandis                                                                                  | Little                              | 4:06               |
| 8.                 | „End of the Earth”                            | Diamandis, Joseph Janiak, James Flannigan                                                  | Flannigan                           | 3:41               |
|                    |                                               |                                                                                            |                                     | 29:06              |

| Love + Fear – Fear | Love + Fear – Fear  | Love + Fear – Fear                           | Love + Fear – Fear   | Love + Fear – Fear |
| Nr                 | Tytuł utworu        | Słowa                                        | Muzyka               | Długość            |
| ------------------ | ------------------- | -------------------------------------------- | -------------------- | ------------------ |
| 1.                 | „Believe In Love”   | Diamandis, Görres                            | Görres               | 3:33               |
| 2.                 | „Life is Strange”   | Diamandis, Little                            | Little               | 3:17               |
| 3.                 | „You”               | Diamandis, Patterson, Janiak                 | Patterson, de Jong   | 3:32               |
| 4.                 | „Karma”             | Diamandis, Patterson, Berger, McMahon, Rabin | Patterson, Ralph     | 3:24               |
| 5.                 | „Emotional Machine” | Diamandis, Georgia Nott, Caleb Nott, de Jong | de Jong              | 3:16               |
| 6.                 | „Too Afraid”        | Diamandis, Justin Parker                     | de Jong              | 3:23               |
| 7.                 | „No More Suckers”   | Diamandis, Alexandra Robotham, Flannigan     | Alex Hope, Flannigan | 3:15               |
| 8.                 | „Soft to Be Strong” | Diamandis, Richard Nowels Jr.                | de Jong              | 3:47               |
|                    |                     |                                              |                      | 27:27              |

| Love + Fear Acoustic EP | Love + Fear Acoustic EP      | Love + Fear Acoustic EP                      | Love + Fear Acoustic EP | Love + Fear Acoustic EP |
| Nr                      | Tytuł utworu                 | Słowa                                        | Muzyka                  | Długość                 |
| ----------------------- | ---------------------------- | -------------------------------------------- | ----------------------- | ----------------------- |
| 1.                      | „True” (acoustic)            | Diamandis, Parmenius, Holter, Görres         | Benjamin Fletcher       | 3:19                    |
| 2.                      | „Superstar” (acoustic)       | Diamandis, Berger, McMahon, Rabin            | Fletcher                | 4:02                    |
| 3.                      | „Karma” (acoustic)           | Diamandis, Patterson, Berger, McMahon, Rabin | Fletcher                | 3:48                    |
| 4.                      | „No More Suckers” (acoustic) | Diamandis, Robotham, Flannigan               | Fletcher                | 3:29                    |
| 5.                      | „Orange Trees” (acoustic)    | Diamandis, Hassle, Jerlstrom, Görres         | Fletcher                | 3:08                    |
|                         |                              |                                              |                         | 17:46                   |

## Notowania i certyfikaty

### Notowania
| Lista (2019)                       | Najwyższa pozycja |
| ---------------------------------- | ----------------- |
| Australian Albums (ARIA)           | 22                |
| Austrian Albums (Ö3 Austria)       | 19                |
| Belgian Albums (Ultratop Flanders) | 59                |
| Belgian Albums (Ultratop Wallonia) | 84                |
| Canadian Albums (Billboard)        | 32                |
| Czech Albums (ČNS IFPI)            | 50                |
| Dutch Albums (Album Top 100)       | 43                |
| French Albums (SNEP)               | 136               |
| German Albums (Offizielle Top 100) | 18                |
| Irish Albums (IRMA)                | 17                |
| New Zealand Albums (RMNZ)          | 31                |
| Polish Albums (ZPAV)               | 44                |
| Scottish Albums (OCC)              | 4                 |
| Slovak Albums (ČNS IFPI)           | 90                |
| Spanish Albums (PROMUSICAE)        | 24                |
| Swiss Albums (Schweizer Hitparade) | 20                |
| UK Albums (OCC)                    | 5                 |
| US Billboard 200                   | 28                |